# Crotalaria naragutensis
Crotalaria naragutensis är en ärtväxtart som beskrevs av John Hutchinson. Crotalaria naragutensis ingår i släktet sunnhampor, och familjen ärtväxter. Inga underarter finns listade i Catalogue of Life.